# Азербејџан на Летњим олимпијским играма 2004.
Азербејџан је учествовао на Летњим олимпијским играма 2004. у Атини, а било је то његово 3. учешће на Летњим олимпијским играма.
Азербејџанску делегацију на Олимпијским играма у Атини 2004. представљало је 36 спортиста од који су 30 били мушкарци, а 6 жене. Такмичили су се у 10 појединачних спортова. Најбронији су били боксери са 9 такмичара и рвачи са 7. Најмађи учесник на овим и укупно на играма до данас (2012) била је пливачица Наталија Филина са 17 година и 4 дана, а најстаарији Ирада Ашумова на 46 година и 175 дана, која се такмичила у стрељаштву.
Националну заставу на дефилеу нација током свечаног отварања игара 13. августа носио је дисач тегова Назими Пашајев.
На овим Играма Азербејџан је са укупно освојиних 5 медаља (1 златна и 4 бронзане) заузео је 50 место на табели освајача медаља од укупно 74 земље које су освајале медаље од 201. земље учеснице.

## Освајачи медаља

### Злато (1)
- Фарид Мансуров — рвање, грчко-римски стил до 66 кг

### Бронза (4)
- Ирада Ашумова — стрељаштво, 25 м пиштољ
- Ирада Ашумова — стрељаштво, 25 м пиштољ
- Фуад Асламов — бокс, мува до 51 кг
- Ахаси Мамадов — бокс, бантам до 56 кг

## Учесници по спортовима
| Спорт               | Мушкарци | Жене | Укупно |
| ------------------- | -------- | ---- | ------ |
| Атлетика            | 3        | 1    | 4      |
| Бокс                | 9        | 0    | 9      |
| Дизање тегова       | 5        | 0    | 5      |
| Мачевање            | 0        | 1    | 1      |
| Пливање             | 1        | 1    | 2      |
| Рвање               | 7        | 0    | 7      |
| Ритмичка гимнастика | 0        | 1    | 1      |
| Стрељаштво          | 0        | 2    | 2      |
| Теквондо            | 2        | 0    | 2      |
| Џудо                | 3        | 0    | 3      |
| 10 спортова         | 30       | 6    | 36     |

## Атлетика

### Мушкарци
| Атлетичар       | Дис.  | Лични рекорд | Група    | Група      | Четвртфинале     | Четвртфинале     | Полуфинале       | Полуфинале       | Финале           | Финале      | Детаљи |
| Атлетичар       | Дис.  | Лични рекорд | Резултат | Место      | Резултат         | Место            | Резултат         | Место            | Резултат         | Место       | Детаљи |
| --------------- | ----- | ------------ | -------- | ---------- | ---------------- | ---------------- | ---------------- | ---------------- | ---------------- | ----------- | ------ |
| Тимур Гасимов   | 100 м | 10,40        | 11,17    | 8. у гр. 8 | Није се пласирао | Није се пласирао | Није се пласирао | Није се пласирао | Није се пласирао | 71 /80 (84) |        |
| Дадаш Ибрахимов | 200 м | 20,75        | 21,60    | 7. у гр. 7 | Није се пласирао | Није се пласирао | Није се пласирао | Није се пласирао | Није се пласирао | 48 /53 (55) |        |
| Алибеј Шукуров  | 800 м | 1:46,64 НР   | 1:51,11  | 7. гр. 1   |                  |                  | Није се пласирао | Није се пласирао | Није се пласирао | 66 / 72     |        |

### Жене
| Атлетичарка   | Дис.           | Лични рекорд | Квалификације | Квалификације | Финале            | Финале      | Детаљи |
| Атлетичарка   | Дис.           | Лични рекорд | Резултат      | Место         | Резултат          | Место       | Детаљи |
| ------------- | -------------- | ------------ | ------------- | ------------- | ----------------- | ----------- | ------ |
| Марина Лапина | бацање кладива | 64,26 НР     | 55,34         | 23. у гр. Б   | Није се пласирала | 46 /46 (48) |        |

## Бокс
Азербајџан је на Игре послао 9 боксера. Они су освојили 2 бронзане медаље, са тројица су изгубили у четвртфиналу. Комбиновани резултат Азербејџанских боксера био је 15:9 а сваки боксер је победино најмање један меч. У билансу медаља у боксу Азербејџан је на 12 месту.
| Боксер           | Дисциплина        | Коло 32 такмичара                               | коло 16 такмичара                                  | Четвртфинале                    | Полуфинале                        | Финале             | Финале           | Детаљи           |                  |
| Боксер           | Дисциплина        | Противник Резултат                              | Противник Резултат                                 | Противник Резултат              | Противник Резултат                | Противник Резултат | Пласман          | Детаљи           |                  |
| ---------------- | ----------------- | ----------------------------------------------- | -------------------------------------------------- | ------------------------------- | --------------------------------- | ------------------ | ---------------- | ---------------- | ---------------- |
| Јејхун Абијев    | мува -51 кг       | Бедак · Мађарска · Поб 23 : 8                   | Јалчинкаја · Турска · Пор 20 : 23                  | Није се пласирао                | Није се пласирао                  | Није се пласирао   | Није се пласирао | Није се пласирао |                  |
| Фуад Асланов     | мува -51 кг       | Rakotoarimbelo · Мадагаскар · ЛП                | Изорија · Грузија · Поб 27 : 21                    | Жани · Пољска · Поб 24 : 23     | Томас · Француска · Пор 18 : 23   | Није се пласирао   | Није се пласирао |                  |                  |
| Ахаси Мамедов    | бантам - 54 кг    | Брункер · Аустралија · Поб СПБ                  | Далаклијев · Бугарска · Поб 35 : 16                | Тетјук · Украјина · Поб 32 : 12 | Petchkoom · Тајланд · Пор 19 : 27 | Није се пласирао   | Није се пласирао |                  |                  |
| Шахин Имранов    | перолака -57      | Галада · Јужноафричка Република · Поб СПБ       | Тишченко · Русија · Пор СПБ                        | Није се пласирао                | Није се пласирао                  | Није се пласирао   | Није се пласирао | Није се пласирао |                  |
| Ровшан Хусејнов  | лака -60 кг       | Махлангу · Јужноафричка Република · Поб 22 : 14 | Ескобедо · Сједињене Америчке Државе · Поб 36 : 18 | Кинделан · Куба · Пор 11 : 23   | Није се пласирао                  | Није се пласирао   | Није се пласирао | Није се пласирао | Није се пласирао |
| Руслан Хамиров   | велтер -69        | Трипиш · Канада · Поб СПБ                       | Ислам · Кина · Поб 26 : 16                         | Арагон · Куба · По3 11 : 23     | Није се пласирао                  | Није се пласирао   | Није се пласирао | Није се пласирао | Није се пласирао |
| Џавид Тагијев    | средља -75        | Газис · Грчка · Поб 32 : 31                     | Сурија · Тајланд · Пор 19 : 19+                    | Није се пласирао                | Није се пласирао                  | Није се пласирао   | Није се пласирао | Није се пласирао |                  |
| Али Исмајлов     | полутешка - 81 кг | Силва · Бразил · Поб 27 : 22                    | Павлидис · Грчка · Пор 16 : 31                     | Није се пласирао                | Није се пласирао                  | Није се пласирао   | Није се пласирао | Није се пласирао |                  |
| Вулгар Алакбаров | тешка -91 кг      |                                                 | Клаучас · Грчка · Поб 18 : 14                      | Ал Шами · Сирија · ДИСК.        | Није се пласирао                  | Није се пласирао   | Није се пласирао | Није се пласирао | Није се пласирао |

## Дизање тегова

### Мушкарци
| Такмичар       | Дисциплина | Трзај    | Трзај                  | Избачај  | Избачај | Укупно | Поз.          | Детаљи |
| Такмичар       | Дисциплина | Резултат | Поз.                   | Резултат | Поз.    | Укупно | Поз.          | Детаљи |
| -------------- | ---------- | -------- | ---------------------- | -------- | ------- | ------ | ------------- | ------ |
| Асиф Маликов   | до 62 кг   | 115      | =14.                   | 150      | =11.    | 265    | 12. / 15 (20) |        |
| Туран Мирзајев | до 69 кг   | 147,5    | =4.                    | 185      | 4.      | 332,5  | 4. / 12 (17)  |        |
| Низами Пашајев | до 94 кг   | 180      | Није завршио такмичење | —        | —       | —      | БП            |        |
| Алибај Самадов | до 94 кг   | 165      | =16.                   | 195      | 15.     | 360    | 15. / 19 (25) |        |
| Алан Нанијев   | до 105 кг  | 190      | 4.                     | 220      | 4.      | 410    | 6. / 15 (22)  |        |

## Мачевање

### Жене
| Такмичарка      | Дисциплина        | Коло 32 такмичара            | коло 16 такмичара                | Четвртфинале                                      | Полуфинале         | Финале             | Финале  | Детаљи |
| Такмичарка      | Дисциплина        | Противник Резултат           | Противник Резултат               | Противник Резултат                                | Противник Резултат | Противник Резултат | Пласман | Детаљи |
| --------------- | ----------------- | ---------------------------- | -------------------------------- | ------------------------------------------------- | ------------------ | ------------------ | ------- | ------ |
| Јелена Жемајева | сабља појединачно | Патаро · Бразил · Поб 15 : 8 | Marzocca · Италија · 'Поб 15 : 6 | Загунис · Сједињене Америчке Државе · Пор 11 : 15 | Није се пласирала  | Није се пласирала  | 7 / 24  |        |

## Пливање

### Мушкарци
| Пливачица      | Дисциплина    | Квалификације | Квалификације | Полуфинале        | Полуфинале        | Финале            | Финале   | Детаљи         |
| Пливачица      | Дисциплина    | Резултат      | Пласман       | Резултат          | Пласман           | Резултат          | Пласман  | Детаљи         |
| -------------- | ------------- | ------------- | ------------- | ----------------- | ----------------- | ----------------- | -------- | -------------- |
| Сергеј Дјачков | 50 м слободно | 54,22         | 5. у гр. 1    | Није се пласирала | Није се пласирала | Није се пласирала | 67. / 69 | [ мртва веза ] |

### Жене
| Пливачица       | Дисциплина | Квалификације | Квалификације | Полуфинале        | Полуфинале        | Финале            | Финале   | Детаљи |
| Пливачица       | Дисциплина | Резултат      | Пласман       | Резултат          | Пласман           | Резултат          | Пласман  | Детаљи |
| --------------- | ---------- | ------------- | ------------- | ----------------- | ----------------- | ----------------- | -------- | ------ |
| Наталија Филина | 50 м прсно | 1:20.21       | 4. у гр. 1    | Није се пласирала | Није се пласирала | Није се пласирала | 44. / 48 |        |

## Рвање

### Мушкарци
Слободни стил
| Рвач            | Дисциплина | Квалификације                      | Квалификације                              | Квалификације | Четвртфинале             | Полуфинале         | Финале 3. место           | Финале 3. место | Детаљи |
| Рвач            | Дисциплина | Противник Резултат                 | Противник Резултат                         | Пласман       | Противник Резултат       | Противник Резултат | Противник Резултат        | Пласман         | Детаљи |
| --------------- | ---------- | ---------------------------------- | ------------------------------------------ | ------------- | ------------------------ | ------------------ | ------------------------- | --------------- | ------ |
| Намик Абдулајев | −55 кг     | Танабе · Јапан · Пор 1–3           | Dutt · Индија · Поб 3–1                    | 2             | Није се пласирао         | Није се пласирао   | Није се пласирао          | 14. / 22        |        |
| Елман Аскеров   | −66 кг     | Бодиштеану · Молдавија · Поб 3–1   | Кели · Сједињене Америчке Државе · Пор 1–3 | 2             | Није се пласирао         | Није се пласирао   | Није се пласирао          | 12. / 21        |        |
| Елнур Асланов   | −74 кг     | Абдусаломов · Таџикистан · Пор 1–3 | Игали · Канада · Пор 1–3                   | 3             | Није се пласирао         | Није се пласирао   | Није се пласирао          | 15. / 21        |        |
| Рустам Агајев   | −96 кг     | Бајрамуков · Казахстан · Поб 3–1   | Џејкобс · Намибија · Поб 5–0               | 1. КВ         | Хејдари · Иран · Пор 0–3 | Није се пласирао   | Јуенјуен · Кина · Поб 5–0 | 5. / 21         |        |

Грчко-римски стил
| Рвач            | Дисциплина | Квалификације                  | Квалификације                       | Квалификације                | Квалификације | Четвртфинале              | Полуфинале                    | Финале 3. место            | Финале 3. место | Детаљи |
| Рвач            | Дисциплина | Противник Резултат             | Противник Резултат                  | Противник Резултат           | Пласман       | Противник Резултат        | Противник Резултат            | Противник Резултат         | Пласман         | Детаљи |
| --------------- | ---------- | ------------------------------ | ----------------------------------- | ---------------------------- | ------------- | ------------------------- | ----------------------------- | -------------------------- | --------------- | ------ |
| Виталиј Рахимов | −60 кг     | Завадски · Пољска · Поб 3–1 <  | Jung J-H · Јужна Кореја · Пор 0–3   |                              | 2             | Није се пласирао          | Није се пласирао              | Није се пласирао           | 14. / 22        |        |
| Фарид Мансуров  | −66 кг     | Марен · Куба · Поб 3–0         | Волни · Пољска · Поб 3–1            |                              | 1 КВ          | Zeidvand · Иран · Поб 3–1 | Самуелсон · Шведска · Поб 3–1 | Ердоглу · Турска · Поб 3–1 |                 |        |
| Данил Халимов   | −74 кг     | Колитсопулос · Грчка · Пор 1–3 | Доктуришвили · Узбекистан · Пор 0–5 | Берзица · Мађарска · Пор 0–3 | 4             | Није се пласирао          | Није се пласирао              | Није се пласирао           | 17. / 20        |        |

## Ритмичка гимнастика
За такмичења на олимпијским играма квалификовала се Димара Гиматова, али због повреде није наступила. Заменила ју је Ана Гурбанова
| Гимнастичарка | Дисциплина  | Квалификације | Квалификације | Квалификације | Квалификације | Квалификације | Квалификације | Финали            | Финали            | Финали            | Финали            | Финали            | Финали  | Детаљи |
| Гимнастичарка | Дисциплина  | Вијача        | Обруч         | Чуњеви        | Трака         | Укупно        | Место         | Вијача            | Обруч             | Чуњеви            | Трака             | Укупно            | Место   | Детаљи |
| ------------- | ----------- | ------------- | ------------- | ------------- | ------------- | ------------- | ------------- | ----------------- | ----------------- | ----------------- | ----------------- | ----------------- | ------- | ------ |
| Ана Гурбанова | појединачно | 22,775 (15)   | 23,525 (13)   | 22,800 (17)   | 23,200 (11)   | 92.300        | 14            | Није се пласирала | Није се пласирала | Није се пласирала | Није се пласирала | Није се пласирала | 14 / 24 |        |

## Стрељаштво

### Жене
| Такмичарка             | Дисвиплина            | Квалификације | Квалификације | Финале   | Финале  | Детаљи                                   |
| Такмичарка             | Дисвиплина            | Резултат      | Пласман       | Резултат | Пласман | Детаљи                                   |
| ---------------------- | --------------------- | ------------- | ------------- | -------- | ------- | ---------------------------------------- |
| Ирада Ашумова          | ваздушни пиштољ 10. м | 386           | 2 КВ          | 481,4    | 8 / 41  | Архивирано на веб-сајту (10. април 2008) |
| Ирада Ашумова          | пиштољ 25 м           | 588           | 1 КВ          | 687,3    |         | Архивирано на веб-сајту (10. април 2008) |
| Земфира Мефтахетдинова | Скит                  | 71            | 2 КВ          | 93       |         | Архивирано на веб-сајту (10. април 2008) |

## Теквондо

### Мушкарци
| Такмичар          | Дисциплина | коло 16 такмичара                    | Четвртфинале                   | Полуфинале                       | Репасаж 1          | Репасаж 2                       | Финале                  | Финале    | Детаљи |
| Такмичар          | Дисциплина | Противник Резултат                   | Противник Резултат             | Противник Резултат               | Противник Резултат | Противник Резултат              | Противник Резултат      | Пласман   | Детаљи |
| ----------------- | ---------- | ------------------------------------ | ------------------------------ | -------------------------------- | ------------------ | ------------------------------- | ----------------------- | --------- | ------ |
| Нијамедин Пашајев | −68 кг     | Song M-S · Јужна Кореја · Пор 13–15  | Није се пласирао               | Није се пласирао                 | Није се пласирао   | Није се пласирао                | Није се пласирао        | =11. / 15 |        |
| Рашад Ахмадов     | −90 кг     | Osuji · Тринидад и Тобаго · Поб 10–3 | Негрел · Француска · Поб 24–17 | Танрикулу · Турска · Пор 6–6 СУП | слободан           | Естрада · Мексико · Поб 9–9 СУП | Карами · Иран · Пор 8–9 | 4. / 16   |        |

## Џудо

### Мушкарци
| Џудиста          | Дисц.   | Квал.                                    | коло 32                                 | коло 16                          | ЧФ               | Полуфинале                           | 1. коло репасажа                                | Четвртфин. репасажа                     | Полуфин. репасажа               | Фин              | Дет. |
| Џудиста          | Дисц.   | Противник Резултат                       | Противник Резултат                      | Противник Резултат               | Прот. Рез.       | Противник Резултат                   | Противник Резултат                              | Противник Резултат                      | Противник Резултат              | Прот. Рез.       | Дет. |
| ---------------- | ------- | ---------------------------------------- | --------------------------------------- | -------------------------------- | ---------------- | ------------------------------------ | ----------------------------------------------- | --------------------------------------- | ------------------------------- | ---------------- | ---- |
| Елчин Исмајлов   | −66 кг  | Унгвари · Мађарска · Пор 0012–1010       | Није се пласирао                        | Није се пласирао                 | Није се пласирао | Није се пласирао                     | Није се пласирао                                | Није се пласирао                        | Није се пласирао                | Није се пласирао |      |
| Мехман Азизов    | −81 кг  | Елмонт · Холандија · Поб 1010–0001       | Shundzikau · Белорусија · Поб 0010–0001 | Кравчук · Пољска · Пор 0000–1001 | Није се пласирао | слободан                             | Хон · Сједињене Америчке Државе · Поб 1000–0000 | Ванер · Немачка · Поб 1000–0000         | Носов · Русија · Пор 0020–0100  | 5. / 32          |      |
| Мевлуд Миралијев | −100 кг | Ван дер Гест · Холандија · Пор 0001–1011 | Није се пласирао                        | Није се пласирао                 | Није се пласирао | El Gharbawy · Египат · Поб 1010–0000 | Inoue · Јапан · Поб 1011–0000                   | Zhitkeyev · Казахстан · Поб ' 0021–0001 | Јурак · Немачка · Пор 0001–1030 | 5. / 33          |      |